# Сніп (альманах)

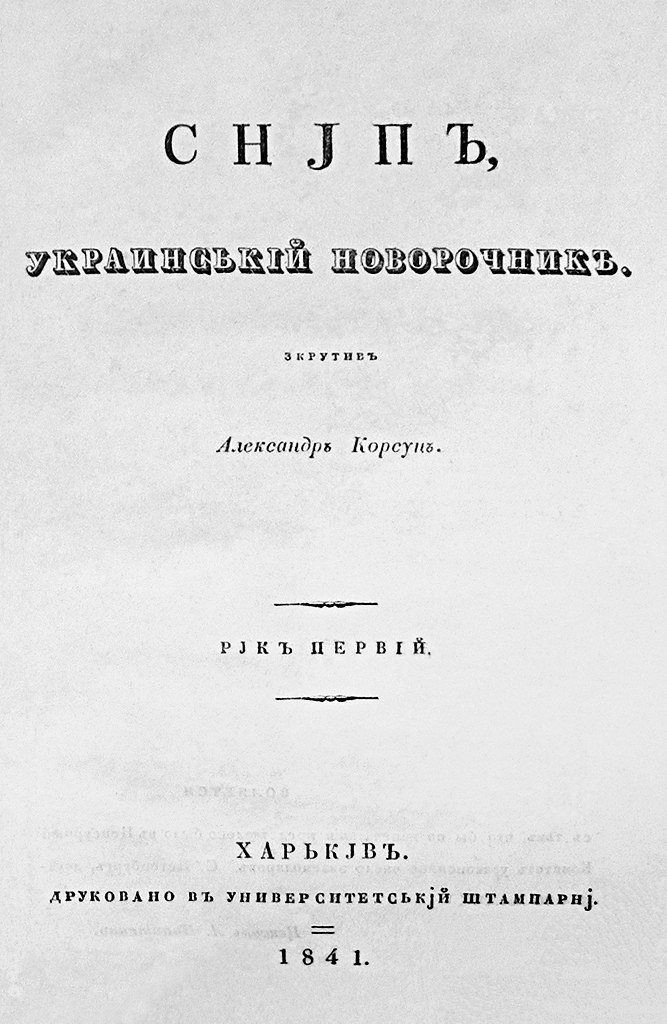
Альманах «Сніп». 1841 рік. Титульний аркуш.

«Сніп, український новорічник» (СНЈПЪ, украинській новорочникъ) — літературний альманах, вийшов 1841-го року в Харкові, друкувався в типографії Харківського університету накладом 600 примірників. Видавець і редактор Олександр Корсун, на той час студент юридичного факультету Харківського університету.
У «Снопі» взяли участь Микола Костомаров (під псевдонімом «Ієремія Галка»: драма «Переяславська ніч» та переспіви з Байрона), Порфирій Кореницький (сатирична поема «Вечерниці» і переклади з чеської народної поезії), Степан та Петро Писаревські (вірші, байки), Марфа Писаревська (переклади з Петрарки), Михайло Петренко (ліричні вірші), а також сам Олександр Корсун (українські повір'я, вірші).
Микола Тихорський опублікував у журналі «Маяк» велику критичну статтю, в якій вітав вихід альманаху.

## Виноски
1. ↑  Тихорскій Николай. Рецензія на Украинскій новорочникъ Сніп Александра Корсуна. // Маякъ, журналъ современнаго просвѣщенія, искусства, и образованности. — Санктъ-Петербургъ, 1842. Том V, Кн. IX, Гл. IV}. — С. 11-13